# Regional Enterprise Tower
El Alcoa Building (también conocido como Regional Enterprise Tower) es un rascacielos de 120 metros de altura en el centro de Pittsburgh, Pensilvania. Fue terminado en 1953 y tiene 31 pisos. Es el decimosexto edificio más alto de la ciudad y se encuentra junto a Mellon Square. Fue diseñado por la firma de arquitectura Harrison & Abramovitz. El techo contiene un sistema único de calefacción y refrigeración radiante: dado que no hay tuberías, radiadores ni unidades de aire acondicionado a lo largo de las paredes exteriores, se obtuvieron 1.400 m² adicionales de espacio alquilable. Además, las ventanas giran 360 grados para que se puedan lavar desde el interior.
Originalmente fue la sede de la Aluminium Company of America (Alcoa). Sus paredes de aluminio del edificio tienen un espesor de 1/8 de pulgada, lo que le da un diseño liviano y económico. Fue el primer rascacielos con una fachada totalmente de aluminio. Tras la reubicación de Alcoa en 2001 a un nuevo edificio de oficinas centrales en la costa norte de Pittsburgh, cerca del estadio PNC Park, el antiguo edificio Alcoa se convirtió en el hogar de entidades gubernamentales, organizaciones regionales sin fines de lucro y pequeñas empresas de nueva creación, incluida la RIDC.